# Renewal (magazine)
Renewal est un trimestriel britannique de gauche publié par Lawrence and Wishart depuis 1993.

## Histoire
Renewal a été fondé en 1993 en tant que magazine du Labour Co-ordinating Committee (en), une ancienne tendance du Parti travailliste, après la quatrième défaite électorale successive de ce parti. Dirigé par Neal Lawson (en) et Paul Thompson (en), il est devenu un important lieu de débats pour les « modernisateurs » du parti,,. Avec le temps, ses rédacteurs ont adopté une approche de plus en plus critique du leadership de Tony Blair sur le parti travailliste et ils ont joué un rôle important dans la fondation du think tank Compass (en) en 2003,.
En 2007, Martin McIvor est devenu son rédacteur en chef, puis Ben Jackson en 2012 et enfin Florence Sutcliffe-Braithwaite et James Stafford en 2016. Au début des années 2010, le magazine a publié des articles de Lord Stewart Wood, des députées Lisa Nandy et Rachel Reeves et de Martin McIvor, ainsi que des entretiens avec Frances O'Grady et Thomas Piketty.